# コモンダカラ
コモンダカラ（小紋宝、Naria erosa）は、タカラガイ科  Cypraeidae の巻貝の一種で、房総半島以南の暖海で比較的普通に見られる。他のタカラガイと同様に、生時は多数の樹枝状肉質突起が突き出した外套膜におおわれて、前方に触手や水管を伸ばしながらはって、藻類・デトリタスやバイオフィルムなどを食べる。蓋は無く、雌雄異体。コモンダカラは 従来カモンダカラやオミナエシダカラなどとともにErosaria属に分類されてきたが、近年Naria 属に分類されるようになった。

## 外観
約2~3cmの分厚い貝殻を持ち、殻の背面に白色と褐色の小さい紋が多数ある。殻の腹面は白色で、側面には褐色で四角い大きい斑点が1個ある。開口部左右に14~16本の歯があって、後端では斜めに刻まれる。成長した殻は横へ肥厚し、右側の歯は側面まで達する。

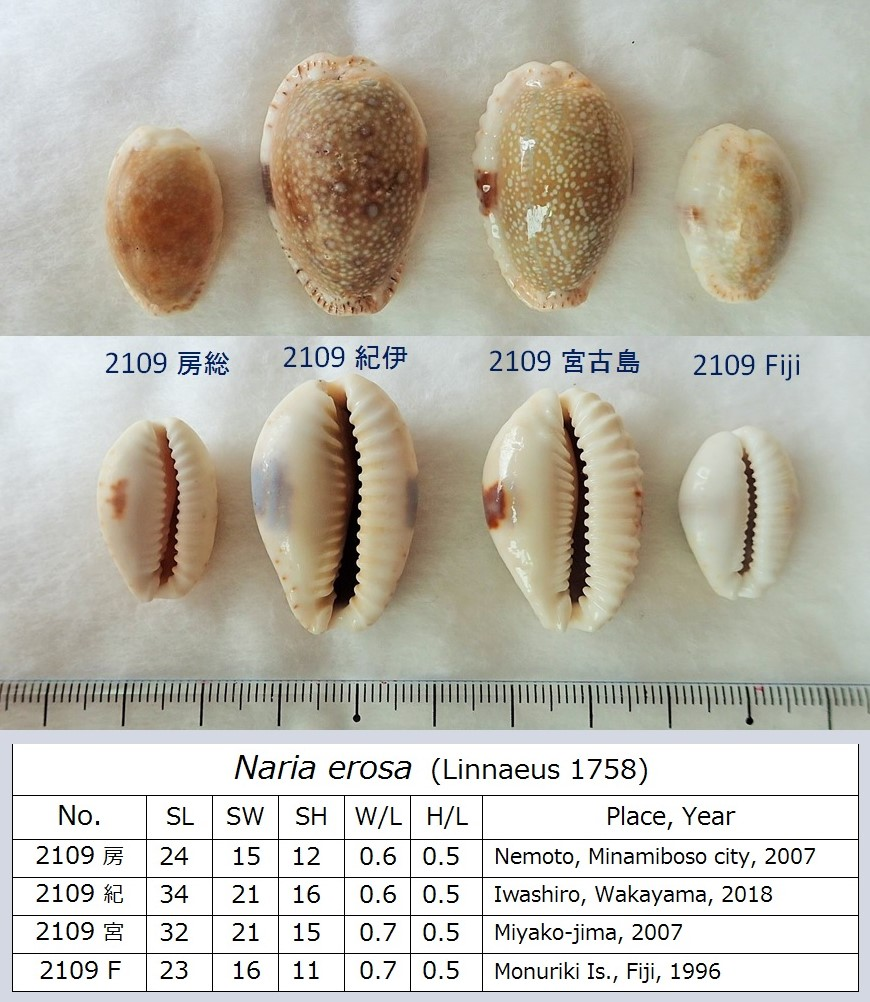
各地のコモンダカラ

## 分布
房総半島以南、西太平洋からインド洋にかけての、潮間帯の岩礁。